# Rejon borowicki
Rejon borowicki (ros. Боровичский район) – rejon na północnym zachodzie europejskiej części Federacji Rosyjskiej, w obwodzie nowogrodzkim.
Rejon leży we wschodniej części obwodu i zajmuje powierzchnię 3,1 tys. km². Obszar ten zamieszkuje 73 958 osób (2007 r.).
Ośrodkiem administracyjnym rejonu jest miasto Borowicze, liczące 56 673 mieszkańców (2007 r.)

## Ludność
3/4 populacji rejonu zamieszkuje w mieście Borowicze. Ponadto na terenie rejonu znajdują się 324 większe i mniejsze wsie. Liczba ludności rejonu systematycznie spada.
Zmiany populacji rejonu na przestrzeni lat:
- 1989 r. – 84 875
- 2002 r. – 76 840
- 2005 r. – 75 684
- 2006 r. – 74 953
- 2007 r. – 73 958